# Rieju NKD
La Rieju NKD è un modello di motocicletta prodotto dalla casa motociclistica spagnola Rieju dal 2005, che rientra nel segmento delle naked di piccola cilindrata.

## Descrizione
Questa serie venne prodotta dal 2005 nella sola cilindrata 50 cm³, affiancata l'anno seguente dalla 125 cm³ che non presentava particolari differenze estetiche.
La moto si basa sulla Rieju RS dalla quale differisce per l'eliminazione delle carene laterali e del cupolino, e per l'utilizzo di un faro rotondo tipico dei veicoli "naked".
Per il ciclomotore si utilizzano le protezioni del radiatore e dell'espansione, mentre sulla 125 si ha l'aggiunta dell'avviamento a pedale.
Dal 2007 fu eliminata la forcella a steli rovesciati a vantaggio di una Paioli tradizionale e fu introdotto un faro contenuto in una mascherina di aspetto più aggressivo, simile al faro delle motociclette da cross; la potenza della lampadina passava tuttavia da 60W a 35W.
A partire dal 2013 è stato effettuato un restyling in chiave più moderna (il modello è stato denominato RS3): l'aspetto estetico è totalmente cambiato, così come varie soluzioni tecniche (ad esempio, la forcella è stata riportata a steli rovesciati di diametro più grosso), sebbene cerchi e ruote siano rimasti invariati. Riguardo al motore, per la versione 50 è rimasto il collaudato Minarelli AM6, per la versione 125 invece è stato adottato un nuovo propulsore monocilindrico 4 tempi Yamaha, bialbero, 4 valvole con raffreddamento a liquido.